# Keiko Tsushima
Keiko Tsushima (津島恵子 Tsushima Keiko?,  7 de febrero de 1926 - 1 de agosto de 2012) fue una actriz japonesa, que destaca por su prominente papel en Los siete samuráis (1952) de Akira Kurosawa. También protagonizó series de televisión japonesa como Sakura y Kimi ga jinsei no toki.
Murió el 1 de agosto de 2012 en un hospital de Tokio, debido a un cáncer gástrico.

## Filmografía

### Cine
| Año  | Título                                                                          | Personaje                          | Notas                    |
| ---- | ------------------------------------------------------------------------------- | ---------------------------------- | ------------------------ |
| 1947 | Anjō-ke no butōkai (A Ball at the Anjo House [Ing])                             | Yôko Shinkawa                      |                          |
| 1948 | Idainaru X                                                                      | Chiyo                              |                          |
| 1948 | Kanashiki Kuchibue                                                              |                                    |                          |
| 1950 | Yume o meshimase                                                                | Midori Matsumura                   |                          |
| 1950 | Kikyô                                                                           | Tomoko Moriya                      |                          |
| 1950 | The Bells of Nagasaki                                                           |                                    |                          |
| 1951 | Onna no mizu-kagami                                                             | Kimiko Fujikura                    |                          |
| 1951 | Tora no kiba                                                                    |                                    |                          |
| 1951 | Tenshi mo yume o miru                                                           |                                    |                          |
| 1951 | Umi no hanabi (Fuegos artificiales sobre el mar)                                | Yukiko Nomura                      |                          |
| 1951 | Tekirei san'nin musume                                                          | Motoko Matsukawa                   |                          |
| 1951 | Nami                                                                            |                                    |                          |
| 1952 | Tonkatsu taishô                                                                 | Mayumi Sada                        |                          |
| 1952 | Ochazuke no aji (El sabor del té verde con arroz)                               | Setsuko Yamauchi                   |                          |
| 1952 | Mazô                                                                            |                                    |                          |
| 1953 | Himeyuri no Tô                                                                  | Profesora Miyagi                   |                          |
| 1953 | Sincerity                                                                       | Kiyoko Nonomiya                    |                          |
| 1953 | Hiroba no kodoku                                                                | Fumie                              |                          |
| 1954 | Shichinin no Samurai (Los siete samuráis)                                       | Shino                              |                          |
| 1954 | Kunisada Chūji                                                                  | Otoyo                              |                          |
| 1954 | Ai to shi no tanima                                                             |                                    |                          |
| 1954 | Kuroi ushio                                                                     |                                    |                          |
| 1954 | Josei ni kansuru jûni shô                                                       | Minako Tobishima                   |                          |
| 1954 | Hanran: Ni-ni-roku jiken                                                        |                                    |                          |
| 1954 | Banchô sara yashiki: Okiku to Harima                                            |                                    |                          |
| 1954 | Ashizuri misaki                                                                 |                                    |                          |
| 1954 | Ningen Gyorai Kaiten                                                            |                                    |                          |
| 1955 | Hana no yukue                                                                   | Kazue Hashimoto                    |                          |
| 1955 | Tasogare sakaba                                                                 | Emy Rosa                           |                          |
| 1955 | Ukikusa nikki                                                                   |                                    |                          |
| 1956 | Kyatsu o nigasuna                                                               | Kimiko Fujisaki                    |                          |
| 1956 | Tengoku wa doko da                                                              |                                    |                          |
| 1956 | Onibi                                                                           |                                    |                          |
| 1956 | Kojinbutu no fufu                                                               |                                    |                          |
| 1956 | Nemuri Kyôshirô burai hikae                                                     |                                    |                          |
| 1956 | Oshaberi shacho                                                                 |                                    |                          |
| 1956 | Yama to kawa no aru machi                                                       |                                    |                          |
| 1956 | Kono futari ni sachi are                                                        |                                    |                          |
| 1956 | Nemuri Kyôshirô burai hikae dainibu                                             |                                    |                          |
| 1956 | Yoshida to Sanpei monogatari: Ohanake no sekai                                  |                                    |                          |
| 1956 | Kuchi kara demakase                                                             |                                    |                          |
| 1956 | Kigeki ekimae ryokan                                                            |                                    |                          |
| 1958 | Tsuzurikata kyodai                                                              | Natsu                              |                          |
| 1959 | Suzukake no sanpomichi                                                          | Nobuko Takahata                    |                          |
| 1962 | Sôtome ke no musume tachi                                                       | Hatsuko Yoshimura                  |                          |
| 1962 | Nippon dabi katsukyu                                                            |                                    |                          |
| 1962 | Futari dake no asa                                                              |                                    |                          |
| 1962 | Jinsei gekijô                                                                   |                                    |                          |
| 1975 | Shiosai                                                                         | Esposa de un administrador de faro |                          |
| 1976 | Kigeki Daiyûkai                                                                 | Hiroko Nakatani                    |                          |
| 1976 | Suri Ranka no ai to wakare                                                      |                                    |                          |
| 1984 | Otoko wa Tsurai yo: Torajirō Shinjitsu Ichiro (Tora-san's Forbidden Love [Ing]) | Shizuko                            |                          |
| 1984 | Haru kuru oni                                                                   |                                    |                          |
| 1995 | Ashita                                                                          | Sumiko Kanazawa                    |                          |
| 2002 | Nagoriyuki                                                                      | Madre de Kenichiro                 | Último papel de película |

### Televisión
| Año  | Título          | Personaje          |
| ---- | --------------- | ------------------ |
| 1971 | Daichūshingura  | Ume                |
| 1984 | Sanga Moyu      | Teru Amo           |
| 1985 | Sanada Taiheiki | Kōdai-in           |
| 2002 | Sakura          | Toshiko Matsushita |